# Saaxil

Saaxil in Somaliland

Saaxil (Sahel) è una regione (gobolka) della Somalia e una delle sei dell'autoproclamata ma non internazionalmente riconosciuta repubblica di Somaliland (ex Somalia Britannica). Il suo capoluogo è Berbera. Confina con il Golfo di Aden e le regioni del Somaliland di Woqooyi Galbeed, Sanaag, Togdheer e Awdal. Secondo l'attuale costituzione somala fa parte della regione di Woqooyi Galbeed.